# THE DREAM SHOW
《NCT DREAM TOUR "THE DREAM SHOW"》은 대한민국의 음악 그룹 NCT DREAM의 첫번째 콘서트 투어이다.

## 개요
2019년 10월 2일, SM 엔터테인먼트는 NCT 공식 홈페이지를 통해 NCT DREAM의 첫 단독 콘서트의 양일간 일정을 공개하였고 뒤이어 14일, YES24를 통해 예매가 진행될 예정이었으나 사내 선배인 설리의 부고에 따른 추모 분위기를 고려하여 22일로 연기되었다. 티켓 오픈과 동시에 전석이 매진될 정도로 호응이 좋아 15일의 공연 일정이 추가되었다.

## 투어 일정
| 날짜             | 도시     | 국가       | 장소                | 관객 동원     |
| ---------------- | -------- | ---------- | ------------------- | ------------- |
| 2019년 11월 15일 | 서울     | 대한민국   | 장충체육관          | 통산 12,000명 |
| 2019년 11월 16일 | 서울     | 대한민국   | 장충체육관          | 통산 12,000명 |
| 2019년 11월 17일 | 서울     | 대한민국   | 장충체육관          | 통산 12,000명 |
| 2019년 12월 1일  | 방콕     | 태국       | 썬더 돔             | 통산 10,000명 |
| 2019년 12월 2일  | 방콕     | 태국       | 썬더 돔             | 통산 10,000명 |
| 2020년 1월 26일  | 동경     | 일본       | 도쿄 국제 포럼 홀 A | 5,000명       |
| 2020년 1월 27일  | 동경     | 일본       | NHK홀               | 3,800명       |
| 2020년 2월 2일   | 신호     | 일본       | 고베 월드 기념 홀   | 통산 6,000명  |
| 2020년 2월 3일   | 신호     | 일본       | 고베 월드 기념 홀   | 통산 6,000명  |
| 2020년 2월 7일   | 마카오   | 마카오     | 브로드웨이 시어터   | 통산 6,000명  |
| 2020년 2월 8일   | 마카오   | 마카오     | 브로드웨이 시어터   | 통산 6,000명  |
| 2020년 2월 15일  | 싱가포르 | 싱가포르   | 더 스타 시어터      | 4,000명       |
| 2020년 2월 29일  | 마닐라   | 필리핀     | 뉴 프론티어 극장    | 4,000명       |
| 2020년 3월 1일   | 자카르타 | 인도네시아 | 이스토라 세나얀     | 3,000명       |

## 세트 리스트
- Opening VCR -
- GO
- Drippin'
- 119

- Ment -
- 1, 2, 3
- We Go Up
- STRONGER

- VCR #2 (School Life) -
- 덩크슛 (Dunk Shot)
- Chewing Gum
- Dream Run

- Ment + Costume Change -
- Best Friend
- 같은 시간 같은 자리 (Walk You Home)
- 사랑한단 뜻이야 (Candle Light)

- VCR #3 (50년 후, 우리는) -
- We Young
- 마지막 첫사랑 (My First And Last)

- Ment -
- My Page
- 사랑이 좀 어려워 (Bye My First...)

- VCR #4 -
- DANCE PERFORMANCE

- Ment -
- Don't Need Your Love
- Fireflies
- Trigger The Fever
- Boom

- Encore -
- La La Love

- Ment -
- 너와 나 (Beautiful Time)

- Ending -

## 관련 디스코그래피

### CD
| 종류       | 앨범 정보                                                     |
| ---------- | ------------------------------------------------------------- |
| 라이브앨범 | 《NCT DREAM TOUR "THE DREAM SHOW"》 - 발매일 : 2020년 6월 9일 |

### 키노 비디오
| 종류        | 키노 비디오 정보                                                          |
| ----------- | ------------------------------------------------------------------------- |
| 키노 비디오 | 《NCT DREAM TOUR "THE DREAM SHOW"》 Kihno Video - 발매일 : 2020년 8월 5일 |

## 제작
- NCT DREAM (런쥔, 제노, 해찬, 재민, 천러, 지성)
- 주최 : SM 엔터테인먼트
- 주관 : 드림메이커, 드림시큐리티
- 후원
  - 서울 : YES24
  - 방콕 : SMTRUE
- 총연출 : 오오쿠보 마사오
- 영상감독 : 권순욱